# Robert Kwaśnica

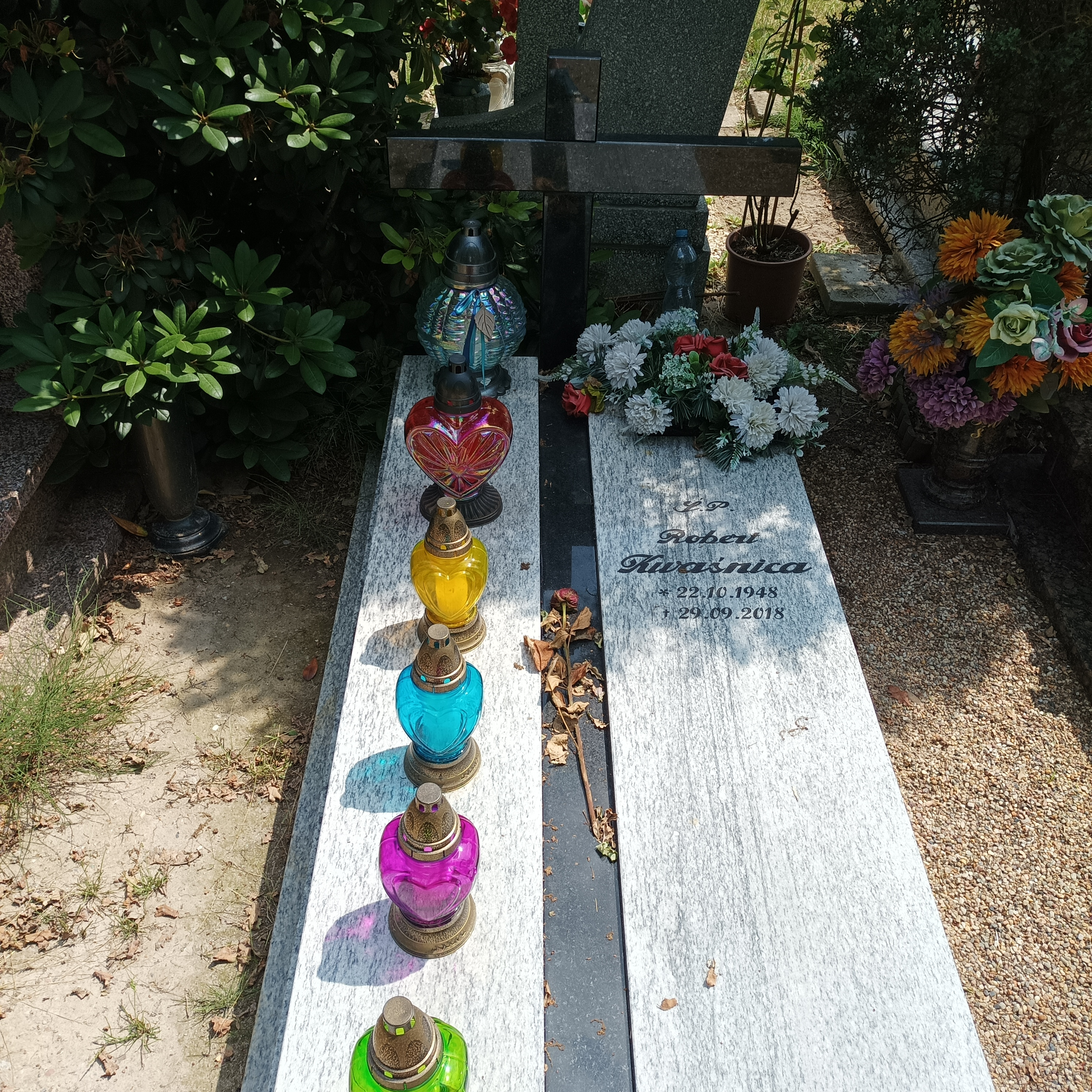
Grób Roberta Kwaśnicy na cmentarzu Osobowickim

Robert Kwaśnica (ur. 22 października 1948 w Radosławiu, zm. 29 września 2018 we Wrocławiu) – polski pedagog, wykładowca akademicki, doktor habilitowany nauk humanistycznych, współzałożyciel, rektor (1997–2016) i prezydent (2016–2018) Dolnośląskiej Szkoły Wyższej.

## Życiorys
Syn Leona i Tekli. W 1967 ukończył liceum ogólnokształcące w Górze, a w 1972 studia pedagogiczne na Wydziale Filozoficzno-Historycznym Uniwersytetu Wrocławskiego. Następnie podjął pracę w Instytucie Pedagogiki macierzystej uczelni. W latach 1979–1981 pracował w Instytucie Nauk Społecznych Politechniki Wrocławskiej, w latach 1980–1981 na PWr był zastępcą dyrektora Ośrodka Badań Procesu Dydaktycznego i Wychowawczego. W 1980 na Uniwersytecie Wrocławskim obronił pracę doktorską pt. Struktura sytuacji problemowej a funkcjonalność wiedzy ucznia. Od 1982 do 1997 pracował ponownie w Instytucie Pedagogiki Uniwersytetu Wrocławskiego. Stopień doktora habilitowanego nauk humanistycznych w zakresie pedagogiki uzyskał na tej samej uczelni w 1991 na podstawie rozprawy zatytułowanej Dwie racjonalności. Od filozofii sensu ku pedagogice ogólnej. W latach 1992–1997 kierował Zakładem Pedagogiki Ogólnej w Instytucie Pedagogiki, w 1993 był prodziekanem Wydziału Nauk Historycznych i Pedagogicznych UWr. W latach 1993–1998 wykładał także w Wyższej Szkole Pedagogicznej w Zielonej Górze.
W 1997 należał do założycieli Dolnośląskiej Szkoły Wyższej Edukacji TWP (przekształconej w 2007 w Dolnośląską Szkołę Wyższą), obejmując na tej uczelni stanowisko rektora. Pełnił ją do 2016, po czym został prezydentem tej uczelni. W 2003 objął także kierownictwo Zakładu Pedagogiki Ogólnej i Doktryn Pedagogicznych. Był również członkiem Komitetu Nauk Pedagogicznych Polskiej Akademii Nauk (od 2003) oraz członkiem rady redakcyjnej „Kwartalnika Pedagogicznego” (od 1993). Specjalizował się w zagadnieniach z zakresu dydaktyki, filozofii wychowania i pedagogiki ogólnej. Był członkiem Kapituły do Spraw Profesorów Oświaty.
Pochowany na cmentarzu Osobowickim we Wrocławiu.

## Odznaczenia
Odznaczony Krzyżem Kawalerskim Orderu Odrodzenia Polski (2011).